# Liste der Monuments historiques in Mulhausen
Die Liste der Monuments historiques in Mulhausen führt die Monuments historiques in der französischen Gemeinde Mulhausen auf.

## Liste der Bauwerke
| Bezeichnung                        | Beschreibung | Standort               | Kennzeichnung | Schutzstatus | Datum | Bild           |
| ---------------------------------- | --- | ---------------------- | ------------- | ------------ | ----- | -------------- |
| Protestantische Kirche St-Brigitte | Chor aus dem 14. Jahrhundert, Schiff von 1957; im Chor Grabdenkmäler der Familie Blick von Rothenburg, 16. und 17. Jahrhundert | Rue de l’Église (Lage) | PA00084809    | Inscrit      | 1935  | weitere Bilder |